# Мухарка сіровола
Мухарка сіровола (Melaenornis fischeri) — вид горобцеподібних птахів родини мухоловкових (Muscicapidae). Мешкає в Східній Африці. Названий на честь німецького мандрівника і дослідника Густава Фішера.

## Підвиди
Виділяють чотири підвиди:
- M. f. toruensis (Hartert, E, 1900) — схід ДР Конго, Уганда, Руанда і Бурунді;
- M. f. semicinctus (Hartert, E, 1916) —північний схід ДР Конго;
- M. f. nyikensis (Shelley, 1899) — південний схід ДР Конго, південна Танзанія, північне Малаві;
- M. f. fischeri (Reichenow, 1884) — південний схід Південного Судану, Уганда, Кенія, північна Танзанія.

## Поширення і екологія
Сіроволі мухарки мешкають в Демократичній Республіці Конго, Південному Судані, Уганді, Руанді, Бурунді, Кенії, Танзанії та Малаві. Вони живіуть у вологих гірських тропічних лісах, сухій савані і сухих тропічних лісах, в садах на висоті від 1400 до 2500 м над рівнем моря.